# Bakuny (przystanek kolejowy)
Bakuny (biał. Бакуны, ros. Бокуны) – przystanek kolejowy w miejscowości Bakuny, w rejonie grodzieńskim, w obwodzie grodzieńskim, na Białorusi.